# Honghe
Der Autonome Bezirk Honghe der Hani und Yi (chinesisch 红河哈尼族彝族自治州, Pinyin Hónghé Hānízú Yízú Zìzhìzhōu, Hani: Haoqhoq Haqniqssaq Haqhholssaq Ziiqziifzel; Yi: ꉼꉸꉳꆃꁈꆃꁈꊨꏦꍓ) liegt im Süden der chinesischen Provinz Yunnan. Seine Hauptstadt ist Gejiu (箇舊市). Honghe hat eine Fläche von 32.168 km².  Im Jahr 2020 hatte Honghe 4.478.422 Einwohner (Bevölkerungsdichte: 139 Einw./km²). Die Honghe-Hani-Reisterrassen wurden im Juni 2013 als Welterbe anerkannt. Der Bezirk wurde nach dem Roten Fluss (红河,  Hónghé) benannt.

## Administrative Gliederung
Der Autonome Bezirk setzt sich auf Kreisebene aus vier kreisfreien Städten, sechs Kreisen und drei Autonomen Kreisen zusammen. Diese sind (Stand: Zensus 2020):
- Stadt Gejiu – 个旧市 Gèjiù Shì, 1.564 km², 419.314 Einwohner;
- Stadt Kaiyuan – 开远市 Kāiyuǎn Shì, 1.937 km², 323.031 Einwohner;
- Stadt Mengzi – 蒙自市 Méngzì Shì, 2.163 km², 585.976 Einwohner;
- Stadt Mile – 弥勒市 Mílè Shì, 3.913 km², 538.083 Einwohner;
- Kreis Lüchun – 绿春县 Lùchūn Xiàn, 3.089 km², 210.166 Einwohner;
- Kreis Jianshui – 建水县 Jiànshuǐ Xiàn, 3.777 km², 534.205 Einwohner;
- Kreis Shiping – 石屏县 Shípíng Xiàn, 3.047 km², 271.951 Einwohner;
- Kreis Luxi – 泸西县 Lúxī Xiàn, 1.647 km², 389.138 Einwohner;
- Kreis Yuanyang – 元阳县 Yuányáng Xiàn, 2.210 km², 359.155 Einwohner;
- Kreis Honghe – 红河县 Hónghé Xiàn, 2.034 km², 284.607 Einwohner;
- Autonomer Kreis Jinping der Miao, Yao und Dai – 金平苗族瑶族傣族自治县 Jīnpíng Miáozú Yáozú Dǎizú Zìzhìxiàn, 3.609 km², 331.377 Einwohner;
- Autonomer Kreis Hekou der Yao – 河口瑶族自治县 Hékǒu Yáozú Zìzhìxiàn, 1.328 km², 101.971 Einwohner;
- Autonomer Kreis Pingbian der Miao – 屏边苗族自治县 Píngbiān Miáozú Zìzhìxiàn, 1.846 km², 129.448 Einwohner.

### Ethnische Gliederung der Bevölkerung (2000)
| Name des Volkes                              | Einwohner | Anteil  |
| -------------------------------------------- | --------- | ------- |
| Han                                          | 1.830.245 | 44,31 % |
| Yi                                           | 0.973.732 | 23,57 % |
| Hani                                         | 0.685.727 | 16,60 % |
| Miao                                         | 0.274.147 | 06,64 % |
| Zhuang                                       | 0.099.132 | 02,40 % |
| Dai                                          | 0.098.164 | 02,38 % |
| Yao                                          | 0.076.947 | 01,86 % |
| Hui                                          | 0.068.033 | 01,65 % |
| Lahu                                         | 0.00.9900 | 00,24 % |
| Bai                                          | 0.00.4161 | 00,10 % |
| Bouyei                                       | 0.00.3736 | 00,09 % |
| Mongolen                                     | 0.00.1214 | 00,03 % |
| Tu                                           | 0.000.835 | 00,02 % |
| ethnische Zugehörigkeit noch nicht definiert | 0.000.828 | 00,02 % |
| Sonstige                                     | 0.00.3662 | 00,09 % |